# Parafia Ewangelicko-Augsburska w Wiśle Jaworniku
Parafia Ewangelicko-Augsburska w Wiśle Jaworniku – parafia luterańska w Wiśle, w dzielnicy Jawornik, należąca do diecezji cieszyńskiej. W 2019 liczyła 842 wiernych.
Parafia powstała w wyniku podziału parafii w Wiśle Centrum z dniem 1 grudnia 1994 r..
Z chwilą uruchomienia samodzielnej parafii w Jaworniku, jej proboszczem-administratorem został ks. Zdzisław Sztwiertnia. W październiku 1996 odbyła się jego instalacja na stanowisku proboszcza. 
W 2003 do parafii należało 860 wiernych, natomiast w 2013 było to 855 osób.
W 2020 roku ks. Sztwiertnia przeszedł na emeryturę, w związku z czym na stanowisko drugiego w historii pastora zboru wybrany został dotychczasowy wikariusz parafii ewangelickiej w Cieszynie ks. Marcin Podżorski, który objął urząd proboszcza 11 października 2020 roku.
Oprócz coniedzielnych nabożeństw, podczas których odbywają się także zajęcia szkółki niedzielnej dla dzieci, w parafii regularnie organizowane są spotkania dla młodzieży, dla kobiet, spotkania modlitewne i przy Słowie Bożym. Działalność prowadzi chór parafialny oraz chórek dziecięcy. Mają miejsce również zajęcia sportowe. 
Budynek, w którym znajduje się kaplica, mieści również parafialny Dom Gościnny dysponujący 50 miejscami noclegowymi. W okresie świąteczno-noworocznym odbywają się tam ponadto wczasy dla osób samotnych i starszych. 